# Liga Federal Femenina de Básquetbol
La Liga Federal Femenina de básquet, anteriormente Torneo Federal Femenino de Básquetbol, es el certamen anual organizado por la Confederación argentina de básquetbol para clubes de básquet femenino que reemplaza al antiguo y discontinuado Campeonato Argentino Femenino de Clubes de Mayores. Es uno de los dos torneos de mayor importancia nacional para este deporte junto con la Liga Femenina de Básquetbol, organizada por la Asociación de Clubes de Básquetbol.
El certamen tiene como finalidad la federalización del deporte en el territorio nacional, y surgió tras asunción de nuevos directivos en la CABB.

## Historia
Tras la exclusión de la Federación Femenina de Básquetbol de la República Argentina por diversas faltas, entre ellas falta de cumplimiento, la CABB se vio ante la necesidad de crear un certamen de carácter nacional para clubes en esta disciplina. Ya en el 2012, quien era presidente de la Confederación, Germán Vaccaro comentó la idea de crear un certamen "federal" para el básquet femenino, y para finales del 2013 ya se tenía la idea bastante armada.
En el 2014 se dio a conocer el formato de competencia y las reglamentaciones generales de la misma y en marzo del mismo año se contó con los primeros 22 equipos interesados en participar. El torneo comenzó en mayo con 21 equipos y tras cuatro meses, Unión Florida se consagró como el primer campeón federal.
En 2017 se produjo un cambio y el torneo se definió sin la participación de equipos afiliados a FeBAMBA, es decir, equipos de la capital y alrededores.
Tras algunos años donde existió un solapamiento entre la Liga Federal y la Liga Femenina, con equipos participando en ambos torneos y con un predominio de los del área metropolitana, la temporada 2023 se conformó únicamente con equipos del interior del país, tendencia que continuó al año siguiente a la par de la merma de participantes: de 17 en 2023 se pasó a sólo 8 en 2024, en un torneo de formato reducido a disputarse en tres fines de semana a lo largo de poco menos de dos meses, coronándose Campeón el Club Independiente de Neuquén.

## Formato de competencia
La competencia está dividida en etapas regionales y una etapa final nacional. Primero los equipos se agrupan según su ubicación geográfica y disputan partidos en su grupo. Luego avanzan a una fase de conferencia, donde se enfrentan a otros equipos provenientes de grupos regionales cercanos y tras esta etapa se disputa la etapa nacional, donde se define al campeón del certamen.

## Equipos participantes
| Club                             | Procedencia                                    |
| -------------------------------- | ---------------------------------------------- |
| Asociación Deportiva Centenario  | Neuquén, Neuquén                               |
| Atalaya Club                     | Rosario, Santa Fe                              |
| Atlético Lanús                   | Lanús, Buenos Aires                            |
| Banco Rioja                      | La Rioja, La Rioja                             |
| Club Atlético Ben Hur            | Rosario, Santa Fe                              |
| Club Social y Deportivo El Biguá | Neuquén, Neuquén                               |
| Club Sportivo Bolívar            | Villa Carlos Paz, Córdoba                      |
| Calle Angosta                    | Villa Mercedes, San Luis                       |
| Ciclista Juninense               | Junín, Buenos Aires                            |
| Deportivo Roca                   | General Roca, Río Negro                        |
| Ferro Carril Sud                 | Olavarría, Buenos Aires                        |
| Gimnasia y Esgrima               | Comodoro Rivadavia, Chubut                     |
| Gregorio Álvarez                 | Neuquén, Neuquén                               |
| Club Hércules                    | Charata, Chaco                                 |
| Libertad                         | Sunchales, Santa Fe                            |
| Club Lomas Basket                | Tafí Viejo, Tucumán                            |
| Los Indios de Moreno             | Moreno, Buenos Aires                           |
| Club Atlético Pacífico           | Neuquén, Neuquén                               |
| Peñarol                          | Mar del Plata, Provincia de Buenos Aires       |
| Red Star BBC                     | San Fernando del Valle de Catamarca, Catamarca |
| Sol Dorado                       | Posadas, Misiones                              |
| Talleres                         | Paraná, Entre Ríos                             |
| Tucumán BB                       | San Miguel de Tucumán, Tucumán                 |

### Historial de participantes
Actualizado a la edición de 2017 inclusive.
| - 4 Ben Hur (Rosario) - 4 Talleres (Paraná) - 3 Tomás de Rocamora - 3 Atlético Lanús - 3 Banda Norte - 3 Deportivo Berazategui - 3 La Unión Hércules/Española → Asociación Hércules - 3 Peñarol (Mar del Plata) - 3 Santa Rosa (Santa Fe) - 3 Unión Florida - 3 Vélez Sarsfield - 2 Ferro Carril Sud (Olavarría) - 2 Ben Hur (Rafaela) - 2 Regatas San Nicolás - 2 Calle Angosta Mercedes Deportes - 2 Independiente (Bahía Blanca) - 2 Talleres R.P.B. (Gobernador Gálvez) - 2 Rivadavia (Necochea) | - 1 Villa San Martín (Chaco) - 1 Barracas Central (Bahía Blanca) - 1 Independiente (Gualeguaychú) - 1 Guaraní Antonio Franco - 1 Tokyo DyS - 1 Estrella de Berisso - 1 San Martín (Junín) - 1 Red Star BBC - 1 Social Lanús - 1 Mendoza Básquet - 1 Social y Deportivo (Santa Teresita) - 1 Estudiantes (Paraná) - 1 Tomás de Rocamora - 1 Unión (Goyá) - 1 San Lorenzo (Tostado) - 1 Libertad (Villa Trinidad) - 1 Libertad (Sunchales) - 1 Racing (San Cristóbal) - 1 Banco Mendoza - 1 Atalaya (Rosario) - 1 Independiente (Ataliva) - 1 Independiente (Salta) - 1 Lomas Básquet (Tucumán) - 1 Tucumán BB - 1 Montmartre (Catamarca) - 1 Bolívar (Carlos Paz) - 1 Andes Talleres - 1 El Nacional (Bahía Blanca) |

## Historial de campeones
| Temporada    | Campeón                                     | Final                                       | Subcampeón                                  | Entrenador campeón                          | MVP finales                                 |
| ------------ | ------------------------------------------- | ------------------------------------------- | ------------------------------------------- | ------------------------------------------- | ------------------------------------------- |
| 2014 Detalle | Unión Florida                               | 62 - 47                                     | Vélez Sarsfield                             | Sebastián Silva                             | Melisa Gretter (Unión Florida)              |
| 2015 Detalle | Vélez Sarsfield                             | Final four                                  | Unión Florida                               | Gabriel Gusso                               | Macarena Durso (Vélez Sarsfield)            |
| 2016 Detalle | Deportivo Berazategui                       | 64 - 51                                     | Unión Florida                               | Juan Ferreira                               | Noelia Zinna (Depvo. Berazategui)           |
| 2017 Detalle | Talleres (Paraná)                           | Final four                                  | Ferro Carril Sud (Olavarría)                | —                                           | —                                           |
| 2018 Detalle | Atlético Lanús                              | Cuadrangular final                          | —                                           | Laura Cors                                  | —                                           |
| 2019 Detalle | Atlético Lanús                              | Cuadrangular final                          | —                                           | —                                           | —                                           |
| 2020         | No hubo torneo por la pandemia de COVID-19. | No hubo torneo por la pandemia de COVID-19. | No hubo torneo por la pandemia de COVID-19. | No hubo torneo por la pandemia de COVID-19. | No hubo torneo por la pandemia de COVID-19. |
| 2021 Detalle | Obras Basket                                | Cuadrangular final                          | —                                           | Santiago Petersen                           | Belén Echeverría (Obras Basket)             |
| 2022 Detalle | Unión Florida                               | 72 - 51                                     | Club Atlético Pacífico                      | Nicolás Grosso                              | Julieta Sienra (Unión Florida)              |
| 2023 Detalle | San Lorenzo de Tostado                      | Cuadrangular final                          | —                                           | Lucas Moyano                                | Rocío Lezcano (San Lorenzo de Tostado)      |
| 2024 Detalle | Club Atlético Independiente (Neuquén)       | Cuadrangular final                          | Santa Rosa                                  | Marcelo Remolina                            | Laila Raviolo (Independiente NQN)           |